# روي تشيبولينا
روي ألن تشيبولينا (بالإنجليزية: Roy Alan Chipolina)‏ (20 يناير 1983 - ) هو لاعب كرة قدم سابق من جبل طارق.
لعب مع لينكولن ريد إيمبس ومنتخب جبل طارق لكرة القدم.

## الإنجازات

### لينكولن ريد إيمبس
- دوري جبل طارق لكرة القدم (15): 2007، 2008، 2009، 2010، 2011، 2012، 2013، 2014، 2015، 2016، 2018، 2019، 2021، 2022، 2023.
- كأس جبل طارق لكرة القدم (10): 2007، 2008، 2009، 2010، 2011، 2014، 2015، 2016، 2021، 2022.

## روابط خارجية
- روي تشيبولينا على موقع الاتحاد الدولي (مؤرشف)  (الإنجليزية)
- روي تشيبولينا على موقع الاتحاد الأوربي (الإنجليزية)
- روي تشيبولينا على موقع قاعدة بيانات كرة القدم.إي يو (الإنجليزية)
- روي تشيبولينا على موقع ليكيب (الفرنسية)
- روي تشيبولينا على موقع ناشيونال فوتبول تيمز (الإنجليزية)
- روي تشيبولينا على موقع Soccerway.com (الإنجليزية)
- روي تشيبولينا على موقع عالم كرة القدم.نت (الإنجليزية)